# باشگاه ورزشی کیگوانچا
باشگاه ورزشی کیگوانچا (انگلیسی: Kigwancha Sports Club) یا باشگاه ورزشی لوکوموتیو یک باشگاه ورزشی در شهر سینوئیجو، کره شمالی است که در سال ۱۹۵۶ تأسیس شده‌است. این تیم در لیگ فوتبال DPR کره (بالاترین سطح لیگ داخلی) بازی میکند و چندین قهرمانی داشته است. برخی بازیکنان این تیم به تیم ملی کره شمالی دعوت شده اند.  